# Шакер Махмуд
Шакер Махмуд Хамза (араб. شاكر محمود ﺣــﻤﺰة; нар. 5 травня 1960) — іракський футболіст, виступав на позиції півзахисника. Один з найкращих іракських атакувальних півзахисників 1980-х років.

## Клубна кар'єра
Протягом усієї кар'єри захищав кольори клубу «Аш-Шабаб».

## Кар'єра в збірній
Викликався до національної збірної Іраку, яка виступала на Олімпійських іграх 1984 року в Лос-Анджелесі. Зіграв у всіх трьох матчах команди на турнірі, проти Канади, Камеруну та Югославії. Шакер відзначився голом у фінальному раунд кваліфікації до чемпіонату світу 1986 у переможному (3:1) поєдинку проти Сирії, завдяки чому Ірак вперше в своїй історії вийшов до фінальної частини цього турніру. У 1986 році був викликаний тренером Еварісто де Маседо для участі в Чемпіонаті світу 1986 року, де команда Іраку вилетіла за підсумками групового етапу. На цьому турнірі Махмуд зіграв один поєдинок, вийшовши на заміну в другому таймі замість Анад Абіда в поєдинку проти господарів турніру.

## Титули і досягнення
- Переможець Панарабських ігор: 1985
- Переможець Кубка арабських націй: 1985